# Maura Visser
Maura Visser (née le 1er juin 1985 à La Haye) est une joueuse internationale néerlandaise de handball, évoluant au poste d'arrière gauche au SG BBM Bietigheim.

## Biographie
En 2010, lors du championnat d'Europe, elle termine à la cinquième place du classement des meilleures marqueuses du tournoi avec 36 buts.
Avec Leipzig, elle remporte la coupe d'Allemagne en 2014. En novembre 2014, elle résilie son contrat avec Leipzig. Dès la fin de l'année, elle s'engage avec le club danois de Viborg HK pour la fin de la saison. Elle revient en Allemagne à l'été 2015 et s'engage avec le SG BBM Bietigheim.

## Palmarès

### En club
compétitions internationales
- finaliste de la coupe EHF en 2017 (avec SG BBM Bietigheim)
- finaliste de la coupe d'Europe des vainqueurs de coupe en 2010 (avec KIF Kolding)

compétitions nationales
- championne d'Allemagne en 2017 et 2019 (avec SG BBM Bietigheim)
- vainqueur de la coupe d'Allemagne en 2014 (avec HC Leipzig)

### En sélection
championnats d'Europe
- finaliste du championnat d'Europe 2016
- troisième du championnat d'Europe 2018
- 8e du championnat d'Europe 2010[6]